# Екора (Сонора)
Е́кора (исп. Yécora) — посёлок в Мексике, штат Сонора, входит в состав одноимённого муниципалитета и является его административным центром. Численность населения, по данным переписи 2020 года, составила 2453 человека.

## Топонимика
Название Yécora с языка индейцев пима можно перевести как — место, окружённое горами.

## История
Поселение было основано в 1673 году миссионерами-иезуитами во главе с Алонсо Викторием, как миссия Сан-Идельфонсо-де-Екора для евангелизации местного населения.